# 新潟第一中学校・高等学校
新潟第一中学校・高等学校（にいがただいいちちゅうがっこう･こうとうがっこう）は、新潟県新潟市中央区関新三丁目にある私立中学校・高等学校(併設型中高一貫校)。新潟県内で最初に中高一貫教育を開始した学校である。通称は「第一」（だいいち）、「新潟第一」（にいがただいいち）、「ND」(えぬでぃー)。

## 概要
学校法人石善学園が運営している。同校は「大学進学の推進に寄与すること」「21世紀を担う頼もしい青年を育成すること」を念頭に、実業家 本間石太郎 によって昭和52年に設立された。
建学の精神は、本間石太郎の座右の銘である「質実剛健｣「自重自治」。　つまり「質素で明るく、心身ともに強くたくましくあれ」「自分を大切に、自分自身の力で生きられるよう心身を鍛える」を建学の礎石としている。

## 沿革
- 1977年（昭和52年） - 学校法人石善学園設立認可、新潟第一高等学校創立
- 1978年（昭和53年） - 高等学校開校、第1回入学式挙行
- 1981年（昭和56年） - 高等学校第1回卒業証書授与式挙行
- 1985年 (昭和60年) - 学園祭の講演会に野村克也氏が来校
- 1986年（昭和61年） - 新潟第一中学校開校、中学校第1回入学式挙行
- 1987年（昭和62年） - 創立10周年記念式典挙行
- 1989年（平成元年） - 中学校第1回卒業証書授与式挙行
- 1998年（平成10年） - 創立20周年記念式典挙行
- 2008年（平成20年） - 創立30周年記念式典挙行
- 2018年 (平成30年) - 新校舎建設による校舎一部解体(音楽室、美術室、書道教室、社会科教室、保健室)、小体育館
- 2018年 (平成30年) -創立40周年記念式典を新潟市民芸術文化会館にて挙行
- 2020年 (令和2年)  - 新校舎中央棟完成(普通教室、選択教室、技術室、中学理科室、社会科教室、書道室、美術室、小体育館兼講堂、職員室、保健室、校長室、事務室、理事長室)
- 2022年 (令和4年) - 新校舎南棟、新校舎大体育館完成           (生物理室、化学室、家庭科室、被服室、音楽室、視聴覚室、図書館、スタディールーム、メディアホール)
- 2022年　(令和4年)- グラウンドの人工芝化工事完成で建て替え工事が終了
- 既存の西校舎は一部改修工事を施し、セミナーハウスは改修などは行わない

## 著名な出身者
- 小竹尚子　柔道選手
- 細野真宏
- 山岸快 元俳優、声優
- 遠藤由華（新体操選手・北京五輪代表）
- MB ファッションデザイナー
- 中澤利彦 NY在住プロダンサー
- 古俣聖　フェンシング選手

## 交通アクセス
- JR越後線 関屋駅南口から徒歩5分
- BRT萬代橋ライン 「第一高校前」停留所から徒歩すぐ